# Фучки
Фучки (пол. Fuczki) — страва польської кухні, смажені млинці з вівсяного борошна та квашеної капусти. Підкарпатська регіональна страва, що походить від лемківської кухні.
Їх можна їсти як самостійну страву або як гарнір до м'яса.

## Історія
Фучки — традиційна страва лемків, етнічної групи, яка проживала в Бещадах. Лемки харчувалися скромно, їхні страви зазвичай складалися з домашніх культур, зокрема вівса та капусти.

## Приготування

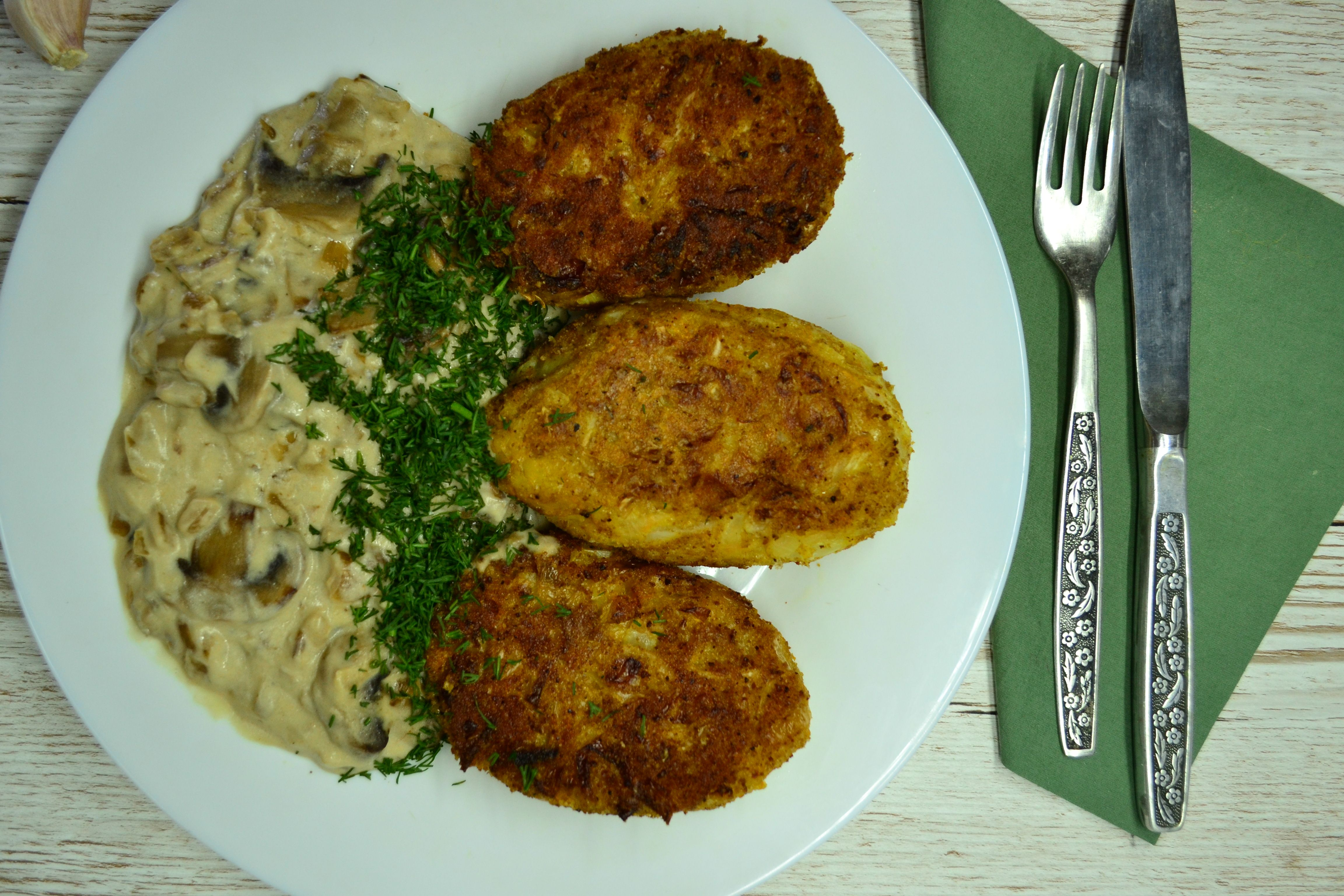
Фучки з грибним соусом

У тісто, приготоване з молока, яйця, борошна і спецій, додають нашатковану капусту і цибулю. Все ретельно перемішують — маса повинна вийти досить густою. Тісто смажать на сковороді з розігрітою олією з кожного боку до рум'яності. Фучки подають з вершками відразу після смаження, щоб вони залишалися хрусткими.

### Основні інгредієнти
- вівсяне борошно[pl][9]
- віджата і нарізана квашена капуста
- цибуля, яйце, молоко, сіль, перець, олія[2][5][10]